# Калибровка прокатных валков
Калибровка прокатных валков — последовательность калибров, расположенных на валках прокатного стана и обеспечивающих получение проката заданных размеров и формы.
Также используется понятие калибровка профиля — система последовательно расположенных калибров, обеспечивающая получение профиля заданных размеров.
В понятие калибровки профиля входит также метод, при помощи которого определяются формы и размеры переходных сечений прокатываемой полосы. В тех случаях, когда прокатка ведется без калибров (прокатка слябов, листов, полос, ленты), калибровкой решаются вопросы, связанные с распределением обжатий по пропускам и профилировкой бочки валков (придание выпуклости или вогнутости), для компенсации их прогиба или изменения диаметра от неравномерного нагрева.
Правильно выполненная калибровка прокатных валков должна обеспечивать следующее:
- получение проката с чистой поверхностью в соответствии с заданными размерами;
- минимальные затраты энергии, валков и времени на прокатку;
- минимальные внутренние напряжения в готовом прокате (в тех случаях, когда их нельзя избежать полностью);
- наиболее простую и удобную работу на прокатном стане, позволяющую в возможно большей степени механизировать и автоматизировать весь процесс прокатки и устранить применение ручного труда;
- создание наиболее рациональных монтажей валков, обеспечивающих прокатку всего сортамента стана с минимальными затратами времени на перевалку и настройку.